# 小林由香
小林 由香（こばやし ゆか、1976年 -）は、日本の小説家、推理作家。

## 経歴・人物
長野県生まれ。子どもの頃から映画が好きでよく観ていたという。26歳のときに会社を辞めて上京。昼間はアルバイトをし、夜間の脚本学校に通った。2004年、放送脚本新人賞で佳作を受賞。2006年、「全速力おやじ」で第6回伊参スタジオ映画祭シナリオ大賞の審査員奨励賞、スタッフ賞を受賞する。2008年、第1回富士山・河口湖映画祭シナリオコンクールで審査委員長賞を受賞する。2010年、MONO-KAKI大賞シナリオ部門で佳作入選。
2011年、「ジャッジメント」で第33回小説推理新人賞を受賞する。2016年、「サイレン」が第69回日本推理作家協会賞の短編部門の候補作に選ばれる。2017年に『ジャッジメント』がキノベス!8位に選出。
趣味は映画鑑賞。好きな映画として『あの夏、いちばん静かな海。』を挙げている。

## 作品リスト

### 単行本
- 『ジャッジメント』（2016年6月 双葉社）
  - 文庫版（2018年8月 双葉文庫）
- 『罪人が祈るとき』（2018年3月 双葉社）
- 『救いの森』（2019年2月 角川春樹事務所）
- 『まだ人を殺していません』（2021年5月 幻冬舎）

### アンソロジー収録作品
- 「サイレン」（2015年）
  - 『ザ・ベストミステリーズ2016』日本推理作家協会編（2016年5月 講談社）
  - 『ベスト8ミステリーズ 2015』日本推理作家協会編（2019年4月、講談社文庫）

### 雑誌掲載作品
- 「星空の下の罪人」 - 『小説推理』2017年4月号 - 11月号（双葉社）（連載）
- 「イノセンス」 - 『カドブンノベル』2020年6月号 掲載